# Madanapalle
Madanapalle es una ciudad y un municipio situado en el distrito de Chittoor, estado de Andhra Pradesh, en  la India.
Se encuentra a una distancia de 122 km de Bangalore y a 91 km al noroeste de Chittoor. Los aeropuertos más cercanos son: Tirupati a 150 km, Bangalore a 122 km y Chennai a 240 km. La estación de tren más cercana es Madanapalle Road a 13 km.
Madanapalle es famosa por los productos agrícolas como el tomate, mango, maní y tamarindo, además por los productos de seda, en la zona se encuentran importantes reservas de granito.